# Bowen
Bowen es un distrito y localidad del departamento General Alvear, provincia de Mendoza, Argentina.
Su crecimiento se basa en el oasis de 30.000 ha regadas por las aguas del río Atuel, que cumple un papel preponderante en el desarrollo agrícola-ganadero de la zona.

## Historia
Su historia se estructura en cuatro etapas, de acuerdo a las características que se fueron destacando en la historia del pueblo. Ellas son:
- La colonización: desde el nacimiento, el 12 de septiembre de 1912 hasta 1929/30. Cuando se instala la primera usina eléctrica, se realiza la venta de las tierras por parte del ferrocarril y la instalación de la primera fábrica en Bowen.

- La industrialización y urbanización: de 1930 hasta 1945, en donde gracia a la usina eléctrica y la instalación de nuevas fábricas, Bowen va tomando forma de pueblo constituido.

- El gran desarrollo: de 1945 hasta 1977, en donde se destaca el gran desarrollo de Bowen en todos sus ámbitos, gracias a la variedad y facilidad de los créditos provenientes del gobierno nacional y que facilitaron la distribución de las tierras y el desarrollo industrial, como así también el urbano.

- De la decadencia a la actualidad: de 1977 hasta la actualidad. Parte desde el momento de la partida del último tren, sumado a políticas que poco aportaron al desarrollo de las economías regionales, hasta la actualidad en la que la globalización de la economía mantiene jaqueadas a las economías rurales.

Para entender la historia de Bowen, indudablemente que nos debemos retrotraer en el tiempo y tratar de situarnos en la realidad de la época a fines de siglo XIX y comienzos del XX, para esto extraemos un párrafo del libro “Cuadernos de Historia” Tomo 4. “Historia del departamento de General Alvear”, que nos ubica perfectamente: 

“Hagamos un poco de historia: allá por el año 1890, y desde mucho antes y hasta 1900, aquí todo era nuevo para el que llegaba; todo era desierto y soledad, aquí un guadal, allí y para variar otro guadal mas grande, a la izquierda, a la derecha, al frente arbustos salvajes, brotados de una tierra aún mas salvaje. Los campos poblados por pumas, por algunos indios dispersos y muy escasos puesteros argentinos, otros de origen chileno, seguramente fugitivos de su patria y por lo demás se encontraban toda suerte de alimañas. Lo único alentador que se descubría era un surco de agua: el Atuel. Pero ese río, más que una realidad, resultaba una esperanza, remota, lejana en el tiempo…una quimera. Estas tierras nunca podrían ser cultivadas, era un río salvaje, y sin embargo, el milagro se hizo. La esperanza de crear aquí una colonia se apoyaba en dos hechos probables; uno, el aprovechamiento de las aguas del Atuel, mediante la construcción de Obras de canalización y riego; y el otro, la construcción de un ramal férreo.

A esto le podemos agregar un tercer factor, que sumado a los anteriores configuran el argumento del nacimiento de nuestro pueblo: Los inmigrantes. Por aquella época desde el gobierno nacional se alentaba la inmigración de europeos, tratando de buscar “brazos útiles” para la producción y el desarrollo de las pampas argentinas. De esta manera Bowen se vio poblado por comunidades de ucranianos, italianos y otros grupos provenientes de España y el medio oriente.

### Primeros trabajos
Don Pedro Christophersen (noruego de nacimiento) contrata los servicios de los ingenieros Gunardo Lange (noruego), que se ocuparon de proyectar y construir los canales de riego, las obras de tomería y de repartición de agua, puentes y caminos.
En abril de 1901, el ingeniero Chaperouge, confecciona el plano de la villa cabecera, General Alvear, posteriormente en 1911 se inician las ventas de lotes en colonia Alvear Oeste; posteriormente con un trazado moderno se loteó el distrito de Bowen.
La Estación Bowen fue construida en 1912 por el Ferrocarril del Oeste, bajo la dirección del ingeniero Robert Edward Bowen. En 1948 pasó a formar parte del Ferrocarril Domingo Faustino Sarmiento. Fue clausurada para todo tipo de servicios el 5 de agosto de 1977.

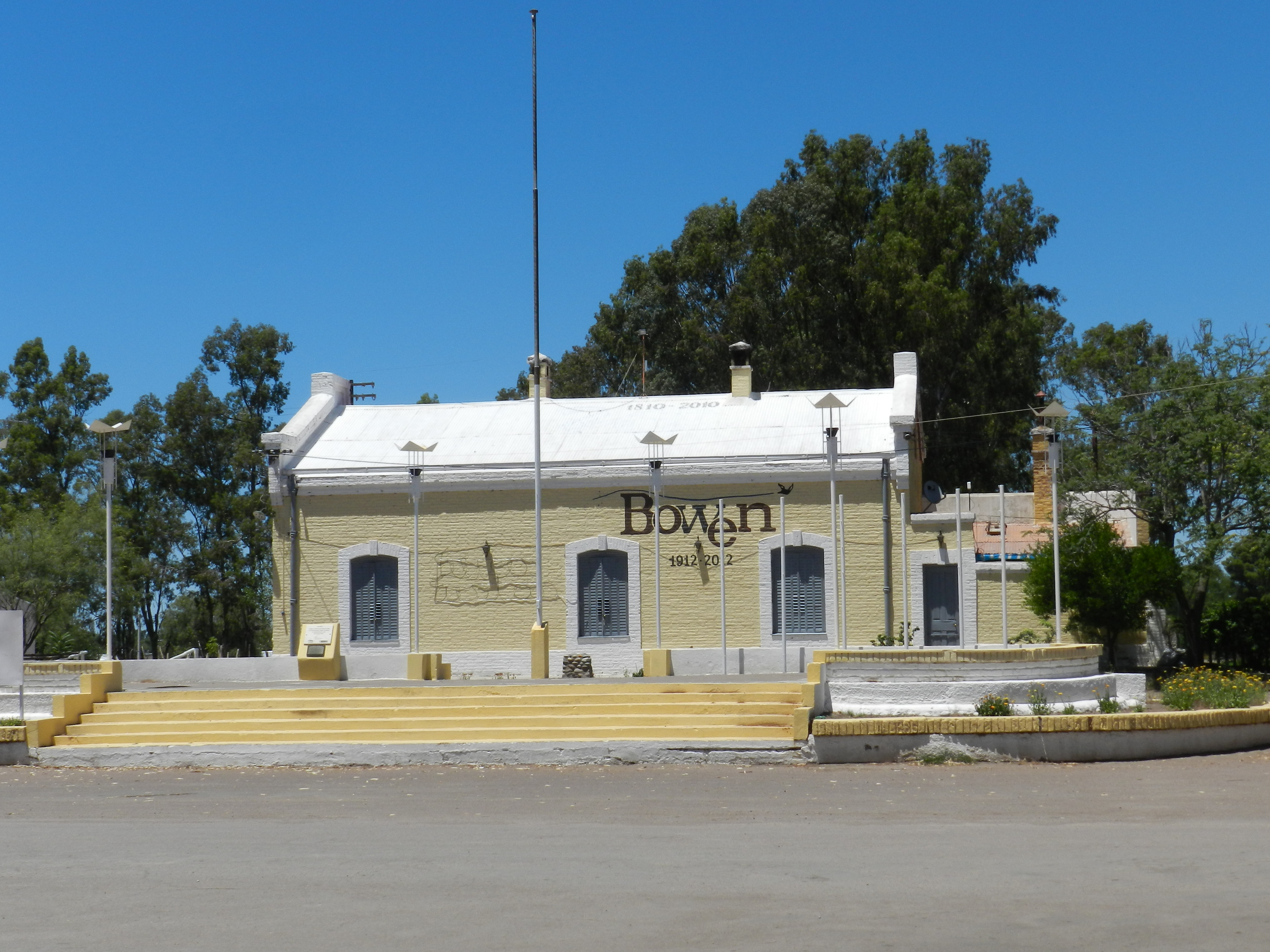
Estación Bowen

## Sismicidad
La sismicidad del área de Cuyo (centro oeste de Argentina) es frecuente y de intensidad baja, y un silencio sísmico de terremotos medios a graves cada 20 años.
Sismo de 1861aunque dicha actividad geológica catastrófica, ocurre desde épocas prehistóricas, el terremoto del 20 de marzo de 1861 (163 años) señaló un hito importante dentro de la historia de eventos sísmicos argentinos ya que fue el más fuerte registrado y documentado en el país. A partir del mismo la política de los sucesivos gobiernos mendocinos y municipales han ido extremando cuidados y restringiendo los códigos de construcción. Y con el terremoto de San Juan de 1944 del 15 de enero de 1944 (81 años) los gobiernos tomaron estado de la enorme gravedad sísmica de la región.
Sismo del sur de Mendoza de 1929muy grave, y al no haber desarrollado ninguna medida preventiva, mató a 30 habitantes
Sismo de 1985fue otro episodio grave, de 9 s de duración, derrumbando el viejo Hospital del Carmen de Godoy Cruz.

## Parroquias de la Iglesia católica en Bowen
| Diócesis           | San Rafael                                 |
| ------------------ | ------------------------------------------ |
| Parroquia          | San Cayetano                               |
| Eparquía ucraniana | Santa María del Patrocinio en Buenos Aires |
| Parroquia          | Nuestra Señora del Perpetuo Socorro        |